# 경성대·부경대역
경성대·부경대역(Kyungsung University & Pukyong National University station, 慶星大·釜慶大驛)은 대한민국 부산광역시 남구 대연동에 있는 부산 도시철도 2호선의 지하철역이다. 부역명은 동명대학교(東明大學校)로, 역 인근에 경성대학교·국립부경대학교 대연캠퍼스, 동명대학교가 있다.

## 특징
동명대학교가 부역명으로 표기되어 있으나, 실제로 동명대학교의 정문과는 1.77km 떨어져 있으므로 인근의 경성대학교 입구 버스정류장에서 10번 버스로 환승하여 접근해야 한다. 경성대학교의 정문으로 바로 연결되는 직접적인 출구는 없으며, 4번 출구로 나와서 유턴을 하면 경성대학교의 입구가 나온다. 경성대학교, 국립부경대학교, 동명대학교 학생들이 통학을 목적으로 이 역을 많이 이용하기 때문에, 이용객이 제법 많은 편이다.

## 역사
- 2001년 8월 8일 : 부산 도시철도 2호선 개통과 함께 영업 개시.

## 역 구조
2면 2선의 상대식 승강장이 있는 지하역이다. 스크린도어가 설치되어 있다.
대합실을 통과해 반대쪽 승강장으로 이동할 수 있다.

### 승강장
| 남천 ↑ |
| \| 상  |
| ↓ 대연 |

| 상행 | ● 부산 도시철도 2호선 | 금련산,수영,해운대, 장산 방면 |
| 하행 | ● 부산 도시철도 2호선 | 대연·서면·사상·양산 방면      |

## 역 주변
- 경성대 게임D
- 여성회관
- 대연지구대
- 국립부경대학교
- 한국전기안전공사
- 경성대학교
- 대연3동 행정복지센터
- 힐스테이트 아파트
- 푸르지오 아파트
- 부산남부소방서
- 동명대학교
- 대연고등학교
- 한국산업인력공단 남부지사
- TBN 부산교통방송
- 도로교통공단 부산남부운전면허시험장

## 역명 논란
당초 역명은 옛 지명인 용소(龍沼)에서 이름을 딴 용소역으로 정해졌으나, 인근에 있는 경성대학교와 국립부경대학교의 반발로 경성대·부경대역으로 정해졌다. 그 이후에도 지역 주민들의 민원으로 다시 용소역으로 환원되어 혼란이 있었으나, 부산교통공사가 역명을 경성대·부경대역으로 정하여 논란은 일단락되었다. 역명이 확정된 이후에도 한동안 지역 주민들의 반발이 있었으며, 이후에 부역명으로 동명대학교가 병기되었다.

## 승차량 변동
| 역 노선 | 승차 인원 | 승차 인원 | 승차 인원 | 승차 인원 | 승차 인원 | 승차 인원 | 승차 인원 | 승차 인원 | 승차 인원 | 승차 인원 | 승차 인원 | 승차 인원 | 승차 인원 | 승차 인원 | 주 석 |
| 역 노선 | 2002년    | 2003년    | 2004년    | 2005년    | 2006년    | 2007년    | 2008년    | 2009년    | 2010년    | 2011년    | 2012년    | 2013년    | 2014년    | 2015년    | 주 석 |
| ------- | --------- | --------- | --------- | --------- | --------- | --------- | --------- | --------- | --------- | --------- | --------- | --------- | --------- | --------- | ----- |
| 2호선   | 14177     | 15240     | 14832     | 14314     | 13699     | 13060     | 15049     | 15899     | 16967     | 18009     | 18229     | 18698     | 19193     | 19140     | [ 2 ] |

## 사진

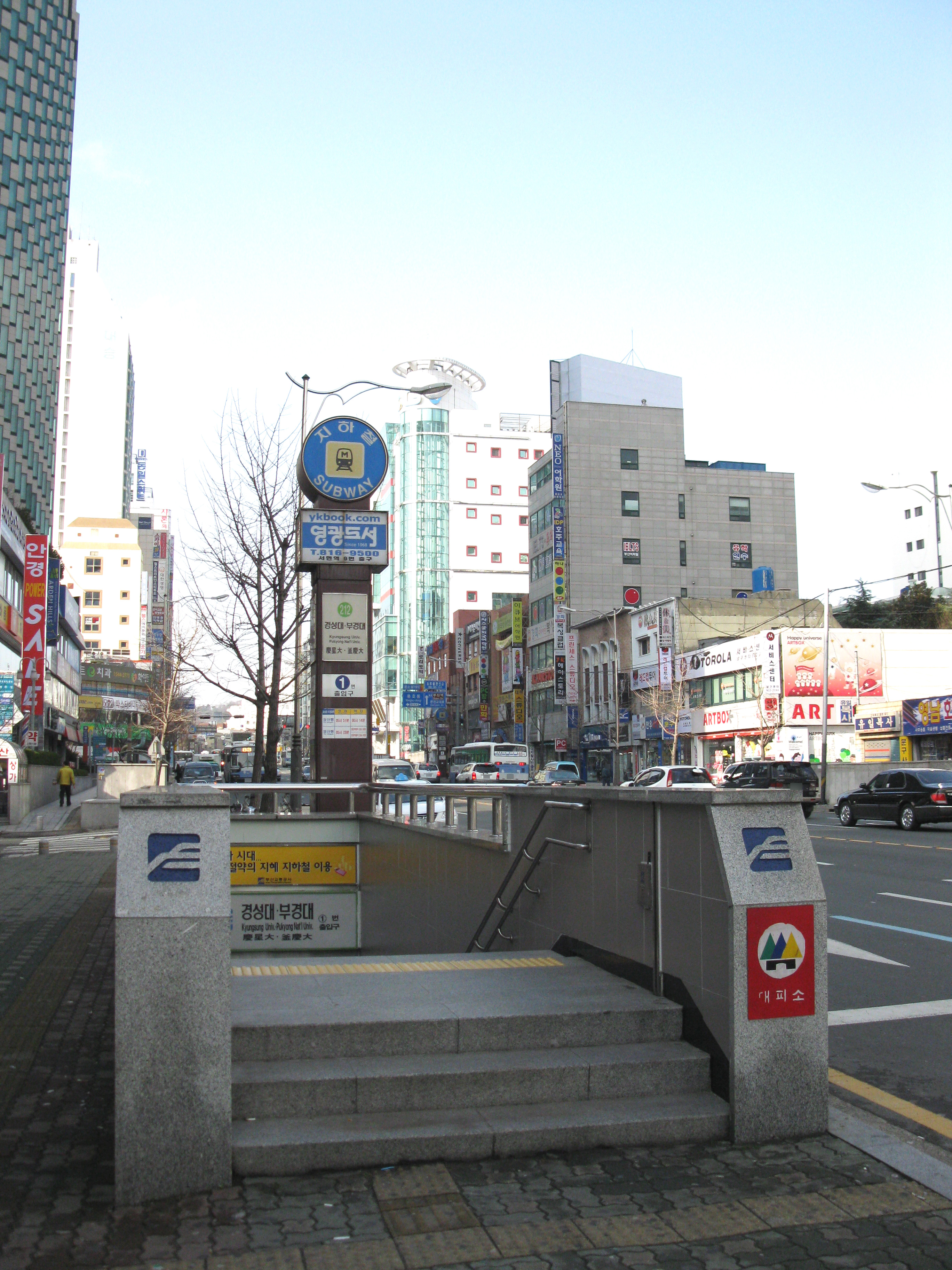
1번 출입구 (2009년 2월 촬영)
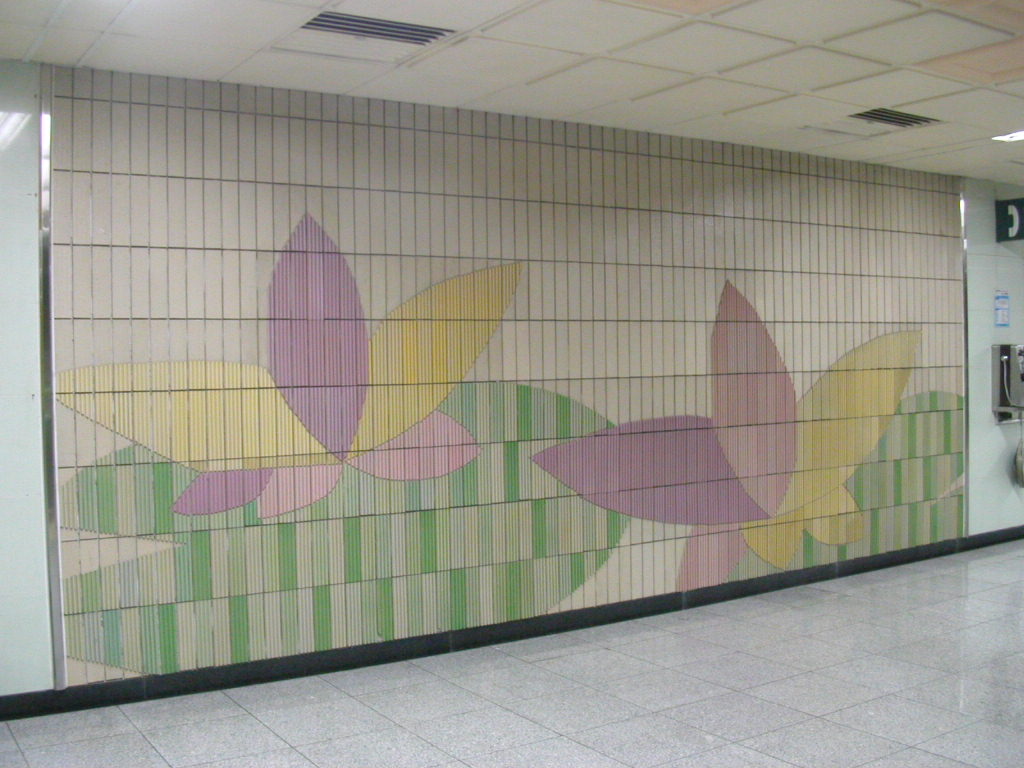
벽화
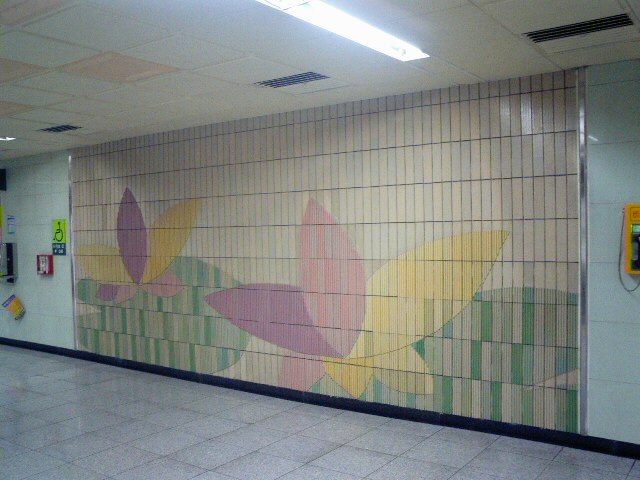
벽화
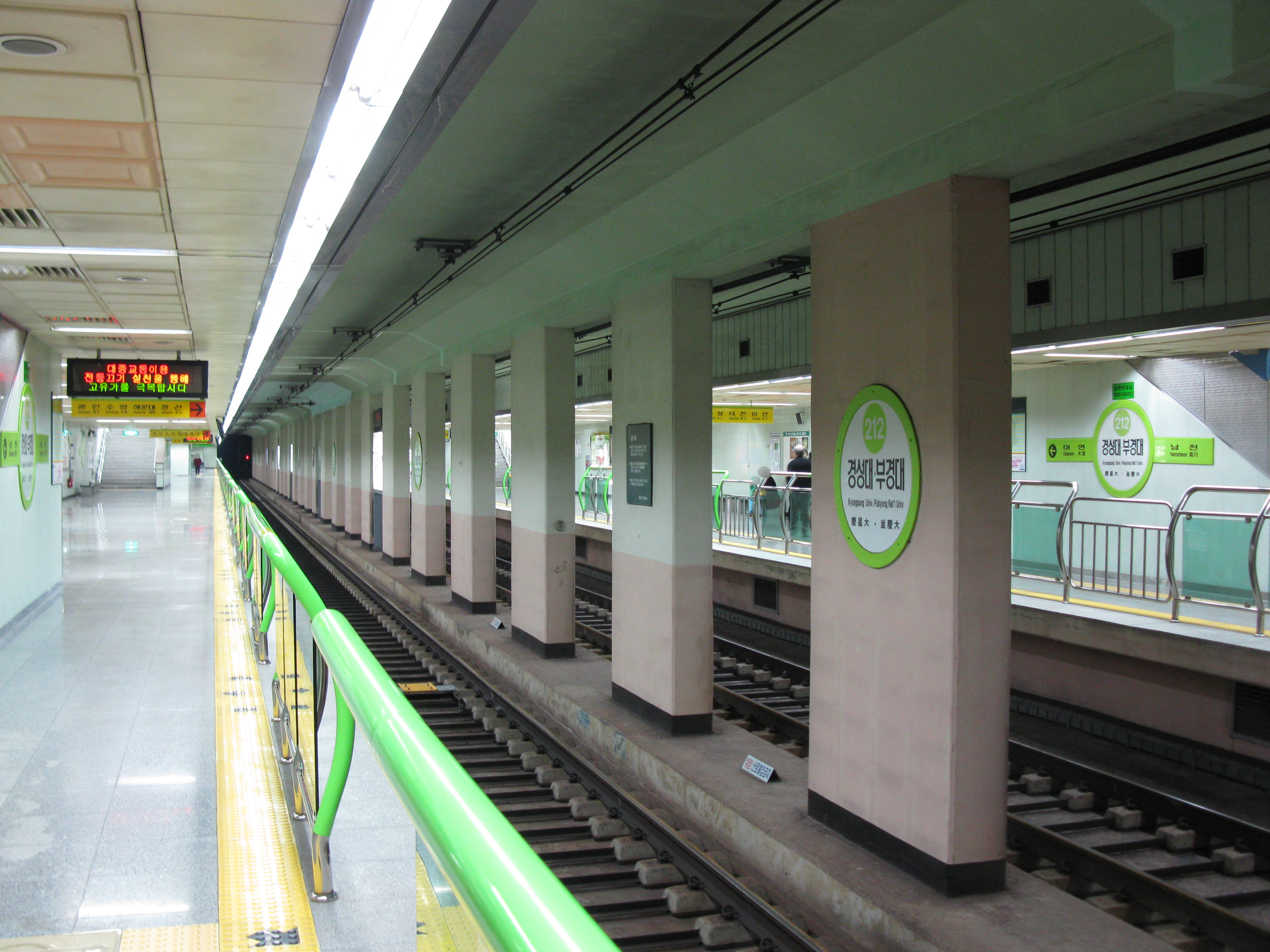
스크린도어 설치 전 승강장 (2009년 2월 촬영)

## 인접한 역
| 부산 도시철도 2호선 | 부산 도시철도 2호선   | 부산 도시철도 2호선 |
| ------------------- | --------------------- | ------------------- |
| 211 남천 장산 방면  | ● 부산 도시철도 2호선 | 213 대연 양산 방면  |